# Алкей (сын Персея)
Алкей (др.-греч. Ἀλκαῖος) — персонаж древнегреческой мифологии. Сын Персея и Андромеды. Его женой называют Астидамию, дочь Пелопа; либо Лаоному, дочь Гунея (но это не соответствует генеалогии Персеидов, так как внук Алкея Геракл жил за два поколения до Троянской войны), либо Гиппоному, дочь Менекея (все три версии приводит Псевдо-Аполлодор). Отец Амфитриона, Анаксо и Перимеды (жены Ликимния), дед Геракла, названного в его честь Алкидом.